# Sosnowiec
Pour les articles homonymes, voir Sosnowiec (homonymie).
Sosnowiec  (en allemand : Sosnowitz) est une ville industrielle de la voïvodie de Silésie, dans le sud de Pologne. Sa population s'élevait à 189 178 habitants en 2022.

## Nom
A l'origine Sosnowice, le nom de la ville vient des forêts de pins (en polonais : sosna) qui poussaient dans cette région avant 1830. La ville a été créée à la suite de la fusion de nombreuses villes dans divers processus d'urbanisation, qui ont été enregistrés dans des documents historiques.

## Histoire
Jusqu'à la Première Guerre mondiale Sosnowiec était située, comme Będzin, dans l'Empire russe. Katowice, ville voisine, était située en Silésie allemande.
Avant la Seconde Guerre mondiale, la communauté juive de la ville est de 30 000 personnes, soit environ 20 % de la population totale de la ville. Pendant la Seconde Guerre mondiale, les Juifs sont regroupés dans le Ghetto de Sosnowiec, et nombre d'entre eux sont déportés à Auschwitz dans le cadre de la Shoah en Pologne.

## Population
Sosnowiec est la 14e plus grande ville du pays et la 2e de la voïvodie de Silésie après Katowice. La ville est l'un des principaux centres industriels de Pologne. Elle fait partie de l'agglomération industrielle de Haute-Silésie.

## Économie
L'industrie de l'acier et d'autres minéraux ainsi que plusieurs usines contribuent au développement économique de la ville.

## Marché du travail à Sosnowiec
Sosnowiec est l'un des centres importants de la zone industrielle de Haute-Silésie. La ville comprend la sous-zone Sosnowiecko-Dąbrowska de la zone économique spéciale de Katowice. Le parc scientifique et technologique de Sosnowiec y est également implanté. L'environnement des affaires, les zones développées et préparées pour les entreprises, les installations scientifiques et technologiques, l'accès à du personnel qualifié, les avantages fiscaux et, enfin, un très bon emplacement avec une infrastructure de communication étendue - tout cela encourage les entrepreneurs à créer des entreprises à Sosnowiec et dans ses environs.
Selon REGON (en septembre 2020), un total de 22 212 entités de l'économie nationale sont enregistrées dans la ville, dont :
- 4 grandes, employant au moins 1 000 salariés,
- 21 grandes entreprises avec un effectif de 250 à 999 salariés,
- 137 entreprises de taille moyenne, employant entre 50 et 249 personnes,
- 633 petites, créant de 10 à 49 emplois,
- 21 417 micro-entités, jusqu'à 9 salariés.

Sosnowiec est traditionnellement associée à l'industrie lourde, mais elle se caractérise aujourd'hui par une diversité économique. La plupart des unités de la ville s'occupent de :
- commerce de gros, de détail ou réparation de véhicules – 6299,
- construction – 2 388,
- activités professionnelles, scientifiques ou techniques – 2249,
- transformation industrielle – 1 644.

Le marché du travail de la voïvodie de Silésie est réputé pour ses vastes opportunités, en particulier pour les spécialistes ayant une formation technique. Les bonnes perspectives d'emploi sont également attestées par le faible taux de chômage en Silésie, bien inférieur à la moyenne nationale.

## Principaux monuments et attractions touristiques
- Château Sielecki - château du XVe siècle dans le quartier de Sielec à la frontière du parc historique du château ;
- Palais Oskara Schöna sur la rue du 1er mai - palais éclectique avec une tour néogothique caractéristique dans le style du gothique anglais ;
- Palais Dietla - palais néo-baroque de la fin du XIXe siècle dans le quartier de Pogoń, avec un parc et un lotissement historique ;
- Palais Ernst Schöna avec un complexe de parc et de palais - palais néo-baroque de la fin du XIXe siècle dans le quartier de Środula ;
- Maison populaire dans le style de Zakopane dans le quartier de Ostrowy Górnicze - manoir dans le style qui fait référence à l’architecture montagnarde de la partie polonaise des Tatras ;
- Église Saint-Joachim à Sosnowiec - église de la paroisse catholique romaine du milieu du XIXe siècle située dans le quartier de Zgórze ;
- Église orthodoxe des saints Foi, Espérance, Charité et leur mère Sophie - la seule église du rite gréco-catholique dans un rayon de 80 km ;
- Centre d’éducation environnementale - Exotarium avec parc de biodiversité ;
- Parc Kuronia avec coquille acoustique et mini-zoo ;
- Basilique cathédrale de l’Assomption de la Très Sainte Vierge Marie décorée à l’intérieur avec des polychromies de Włodzimierz Tetmajer (pl)[4].

## Littérature
Le roman graphique Maus écrit et dessiné par Art Spiegelman se déroule en partie dans le ghetto de Sosnowiec.

## Personnalités
- Teresa Janina Kierocinska (1885-1946), (également appelée Mère de Zaglebie) carmélite, fondatrice des carmélites de l'Enfant-Jésus, en cours de béatification.
- Zbigniew Seweryn (né en 1948), footballeur polonais, est né à Sosnowiec.
- Jan Kiepura
- Edward Gierek
- Władysław Szpilman

## Jumelages
- Casablanca (Maroc)
- Suceava (Roumanie) depuis 2002
- Les Mureaux (France) depuis 2004
- Komárom (Hongrie) depuis 2005
- Roubaix (France) depuis 2006
- Idar-Oberstein (Allemagne) depuis 2011
- Derhatchi (Ukraine) depuis 2011
- Dziwnów (Pologne) depuis 2013